# La Fantarca (opera)
La Fantarca è un'opera musicale per la televisione, diretta da Vittorio Cottafavi nel 1966.
Negli intenti del regista, essa vuole riesumare, sul piano formale, le caratteristiche dell'antica opera buffa, all'interno stavolta di una cornice televisiva e, peraltro, fantascientifica.
La Fantarca trae spunto dal libro omonimo di Giuseppe Berto, pubblicato nel 1965; il libretto dell'opera fu scritto dallo stesso Berto in collaborazione con Pier Benedetto Bertoli.
La direzione d'orchestra è affidata a Nino Sanzogno; le musiche sono di Roman Vlad.

## Trama
L'operetta, introdotta dai titoli di testa e da un preambolo, è avviata da un particolare balletto, che poi lascia il posto alla sviluppo della trama, in forma di operetta-musical.

### Introduzione
La Fantarca viene presentata come "opera televisiva in un atto" e si apre con l'immagine del pianeta Terra in rotazione, mentre una voce fuori campo annuncia che ci troviamo intorno all'anno 2250. La Terra, precisa, ha mantenuto il moto e le proporzioni note, fatta eccezione per uno stravolgimento del suo asse, che ora attraversa il globo orizzontalmente. Ad uno sguardo più attento, però, si nota che il nuovo asse rappresenta, di fatto, la linea di demarcazione che separa, senza possibile riconciliazione, due enormi blocchi politici: il blocco del "Triangolo" e il blocco del "Quadrato", che corrispondono rispettivamente agli emisferi settentrionale e meridionale. Entrambi, sotto il controllo di macchine superiori, si adoperano incessantemente per aumentare la propria potenza, al fine di prevalere sull'altro.

### Prima parte
Terminata l'introduzione, lo schermo si riempie di un "balletto meccanico", con l'umanità «ridotta alla propria ombra», per utilizzare le parole del regista. In effetti i protagonisti del balletto, che al contempo intonano i canti, sono ombre di uomini che si proiettano lungo tre piani diversi divisi trasversalmente o in uno spazio unico a formare il simbolo dello Stato del Triangolo.
Uno speaker, rappresentato dalle immagini trasfigurate di una bocca-altoparlante e poi di un viso, guida gli esecutori, dando al balletto sembianze militari. Lo stesso effetto producono i movimenti e i canti, costituiti dalla ripetizione di certe formule (del tipo: «Il Triangolo è potenza»): lo spettatore è così immerso nell'omologazione e nella freddezza di un mondo distopico e totalitario. Si evince da quanto vien detto che solo un precario equilibrio di potenziale produttivo fra i due blocchi mantiene la situazione mondiale in stallo ed evita per il momento la guerra totale.
Secondo lo stesso Cottafavi, quest'inizio può considerarsi una parte distinta dal seguito dell'opera, soprattutto da un punto di vista stilistico.

### Seconda parte
Al termine dell'originale e sinistra presentazione musico-descrittiva, inizia la narrazione vera e propria.
Dall'astroporto di Vibo Valentia stanno imbarcandosi sulla Fantarca gli ultimi italiani: il mondo del "Triangolo" ha difatti trovato una soluzione per la secolare questione meridionale trasferendo tutti gli abitanti delle regioni del Sud Italia sul pianeta Saturno, dove avranno il compito di incrementare la produttività del proprio Stato e tenerne alto il nome. Agli sventurati, accompagnati dai loro animali domestici (asini, oche, capre, maiali), viene tirato su il morale attraverso la somministrazione forzata di una cosiddetta "pillola della serenità".
Quando tutti sono a bordo della Fantarca, è compito del comandante Don Ciccio, caratterizzato da un malcelato accento siciliano, dare l'ordine di partenza. Ma questi è estremamente riluttante a lasciare, per sempre, il proprio pianeta e i propri cari: per ben tre volte, egli esita a salire a bordo, prolungando il suo struggente canto d'addio semidialettale. Decisosi a partire, è seguito dalla signorina Esterina, che pur essendo bresciana vuole seguire gli altri per sfuggire all'oppressiva dittatura e per stare al fianco del comandante, di cui si è invaghita suscitando la gelosia della contessa Safò dei Papaglioni, rappresentata con un evidente accento napoletano.
Il comandante pronuncia un discorso ai suoi compatrioti e la nave, nonostante diversi problemi tecnici, riesce alfine a partire.
A bordo si ha modo di conoscere meglio la contessa Safò dei Papaglioni e due personaggi addetti al "servizio propaganda", fedelissimi al Triangolo, e in contrasto con il comandante che non nasconde, invece, le proprie antipatie nei confronti del regime.
Tra una vicenda e l'altra, i passeggeri hanno modo di assistere, dallo spazio, all'improvviso avverarsi dell'incubo della "guerra magnetica": la Terra si trasforma in una sfera opaca, ed è chiaro che non ci sono stati vincitori. «Non ci sono più luci. Le città si sono spente» afferma agghiacciata Esterina.
Al di là dell'opposizione degli addetti al "servizio propaganda", si decide di invertire la rotta e di ritornare sulla Terra. A nuove manifestazioni di avversità verso il mondo che era da parte del comandante Don Ciccio, i due rispondono che gli sarà fatto rapporto una volta a casa. Ma il comandante ha modo di ribattere, con una certa soddisfazione: «E a chi lo fate, questo rapporto, a vostro nonno? In tutto l'universo non esiste autorità più alta della mia, ora...».
Tra mille difficoltà, l'astronave riesce ad atterrare sulla Terra, e i passeggeri prendono possesso di un mondo liberato d'ogni forma di vita ma ancora vivibile al canto di "Viva la Terra".
L'astronave, fino a che non ne resterà che qualche detrito, sarà venerata dai nuovi umani. Dopo alcuni secoli, un novello Icaro tenterà, da un'isola che è forse quella di Creta, di spiccare il volo con un paio d'ali artificiali, disubbidendo a suo padre. Ma il tentativo fallisce, e il giovane, anziché involarsi dal limite di uno strapiombo, precipita pericolosamente in mare, riuscendo a malapena a raggiungere nuovamente la terraferma.

## Musica e scenografia
Nella parte introduttiva, la musica è costituita da un'unica nota elettronica modulata all'interno di una frequenza di sesti di tono, che filtrata adeguatamente produce quella "melodia per timbri" sognata da Schönberg ma che, a detta dello stesso autore, Roman Vlad, solo nell'epoca più recente si era potuta realizzare compiutamente grazie alle nuove tecnologie elettroniche. Per le ombre danzanti viene applicato un metodo di ripresa in controluce, alternando immagini negative e positive e sovrapponendo le stesse; a livello di risultati cromatici, al bianco e al nero si aggiunge il grigio.
I canti da opera lirica sono influenzati da una quantità di elementi, e più volte sono arricchiti da forme e termini dialettali. I canti del balletto iniziale si rifanno in parte a quelli dei battellieri russi della Volga, e lungo tutto lo spettacolo assistiamo a quartetti, quintetti, sonorità elettroniche e cori, mentre l'essenzialità lirica dell'opera è intervallata e ridimensionata da momenti dialogati (soprattutto da parte di Don Ciccio).
Alle musiche partecipano l'orchestra e il coro di Torino della RAI; maestro del coro è Ruggero Maghini. Responsabile dell'audio è il tecnico Carlo Gerina; le coreografie sono di Ugo Dell'Ara; a Corrado Bartoloni vengono affidate le luci.

## Produzione
L'opera fu sviluppata negli studi di Roma, ma per diversi effetti musicali e sonori si ricorse allo studio di Fonologia della RAI a Milano.
Roman Vlad, l'autore delle musiche, a cui fu affidata la presentazione per la prima volta in tv de La Fantarca, affermò in tale occasione di essersi interessato alla storia e di averne apprezzata la messa in opera perché si trattava di un soggetto al contempo «attuale, modernissimo e antico, lieve e senza pretese» e ne sottolineò l'intento prima di tutto ludico. Insomma, nonostante i riferimenti alle tematiche più urgenti del tempo - l'arretratezza del Mezzogiorno, la guerra fredda, il pericolo delle dittature, la corsa agli armamenti - La Fantarca andrebbe interpretata soprattutto come una creazione di intrattenimento. L'ironia e persino la comicità che la pervadono non intendono mirare a una satira che si prenda troppo seriamente: esse, piuttosto, traggono spunto dal presente per parodiarne certi aspetti, piegando altresì al gusto dell'opera buffa le inquietudini serie di certa fantascienza.